# TV朝鮮2
TV朝鮮2是TV朝鮮旗下的一个有線电视频道。

## 历史
- 該頻道的前身Business&於2007年2月12日開播。2015年1月被TV朝鮮接手。
- 2015年6月1日，Business&更名為C'Time，該頻道主要播放娱乐节目[1]。2018年12月1日 ~ 改称TV朝鮮2。[2]